# دوريفا (لاعب كرة قدم مواليد 1987)
دوريفا داس نيفيس فيراز جونيور (13 أبريل 1987 في البرازيل – )؛ أو ببساطة دوريفا هو لاعب كرة قدم كان يلعب كلاعب وسط.

## وصلات خارجية
- دوريفا داس نيفيس فيراز جونيور على موقع رابطة كرة القدم اليابانية للمحترفين (اليابانية)
- دوريفا داس نيفيس فيراز جونيور على موقع قاعدة بيانات كرة القدم.إي يو (الإنجليزية)
- دوريفا داس نيفيس فيراز جونيور على موقع Soccerway.com (الإنجليزية)
- دوريفا داس نيفيس فيراز جونيور على موقع عالم كرة القدم.نت (الإنجليزية)